# Acheroniotes
Acheroniotes is een geslacht van kevers uit de familie van de loopkevers (Carabidae). De wetenschappelijke naam van het geslacht is voor het eerst geldig gepubliceerd in 2010 door Lohai & Lakota.

## Soorten
Het geslacht Acheroniotes is monotypisch en omvat slechts de volgende soort:
- Acheroniotes mlejneki Lohai & Lakota, 2010